# André Diamant
André Diamant (Fortaleza, 9 de febrero de 1990) es un Gran Maestro Internacional de ajedrez brasileño.

## Resultados destacados en competición
Fue una vez ganador del Campeonato de Brasil de ajedrez en el año 2008.
Participó representando a Brasil en dos Olimpiadas de ajedrez en los años 2008 en Dresde y 2010 en Janty-Mansisk.